# Imoco Volley 2013-2014
Questa voce raccoglie le informazioni riguardanti l'Imoco Volley nelle competizioni ufficiali della stagione 2013-2014.

## Stagione
La stagione 2013-14 è per l'Imoco Volley la seconda consecutiva in Serie A1; in panchina viene confermato Marco Gaspari, mentre la rosa viene modificata soprattutto nel ruolo delle palleggiatrici, con l'arrivo di Carli Lloyd e Marta Bechis, al posto di Letizia Camera e Giulia Agostinetto e nel ruolo di libero, con Monica De Gennaro al posto di Carla Rossetto: vengono inoltre acquistate Berit Kauffeldt, Valentina Tirozzi e Alexandra Klineman, quest'ultima però mai arrivata a Conegliano, venendo rilasciata poco prima di una sospensione per doping, mentre tra le conferme si segnalano quelle di Valentina Fiorin, Cristina Barcellini, Jenny Barazza, Raffaella Calloni e Emilija Nikolova.

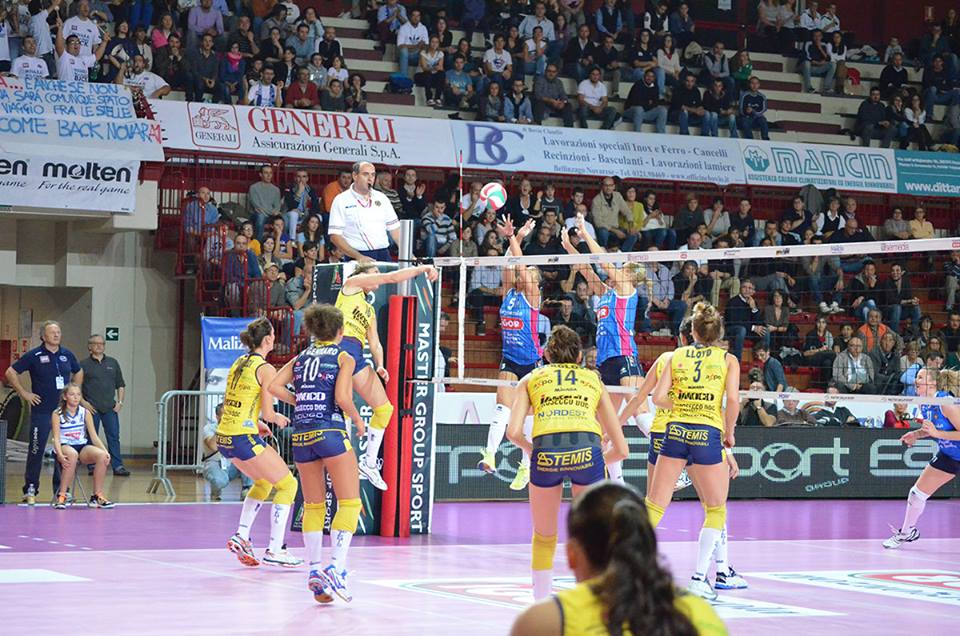
L'Imoco Volley in fase di gioco

L'Imoco Volley partecipa alla Supercoppa italiana in qualità di finalista nei play-off scudetto nella Serie A1 2012-13: la sfida è contro il River Volley che si aggiudica nettamente la gara per 3-0 e quindi anche il trofeo.
Il campionato si apre con tre vittorie consecutive, mentre la prima sconfitta arriva alla quarta giornata, in casa, contro la LJ Volley: dopo un nuovo successo contro il Volley 2002 Forlì, arrivano due stop consecutivi; le ultime tre gare del girone di andata vede il club di Conegliano sempre vittorioso, raggiungendo il quarto posto in classifica. Il girone di ritorno è un monologo di successi, eccetto una sola sconfitta, alla diciannovesima giornata, contro la Pallavolo Ornavasso, al tie-break: l'Imoco Volley chiude al regular season al secondo posto in classifica, accedendo ai play-off scudetto; nei quarti di finale incontra il Volleyball Casalmaggiore, che elimina vincendo le due gare necessarie per passare il turno, mentre in semifinale sfida la Futura Volley Busto Arsizio, la quale però vince la serie, eliminando le venete dalla corsa al titolo di campione d'Italia.
Tutte le squadre partecipanti alla Serie A1 2013-14 sono di diritto qualificate alla Coppa Italia: l'Imoco Volley negli ottavi di finale incontra la IHF Volley, che elimina vincendo sia la gara di andata che quella di ritorno; la Futura Volley Busto Arsizio è l'avversaria nei quarti di finale: la formazione di Conegliano, dopo aver vinto il match di andata per 3-1, perde quello di ritorno con lo stesso punteggio: la vittoria del Golden Set da parte del club bustocco, elimina le venete dalla competizione.
Il raggiungimento del quinto posto in regular season e quello della finale play-off scudetto nella stagione 2012-13 ha permesso all'Imoco Volley di partecipare ad una competizione europea, ossia alla Champions League: nella fase a gironi vince quattro gare su sei, chiudendo al secondo posto il proprio raggruppamento e qualificandosi per il turno successivo; nei play-off a 12 vince la gara di andata per 3-0 contro il Volejbol'nyj klub Omička per poi perdere con lo stesso punteggio quella di ritorno: viene eliminata dalla competizione a seguito dell'ulteriore sconfitta al Golden set.

## Organigramma societario
Area direttiva
- Presidente: Piero Garbellotto
- Vicepresidente: Pietro Maschio, Elena Polo
- Segreteria generale: Claudio Busato

Area organizzativa
- Addetto arbitri: Giacinto Dal Moro
- Segretaria: Alice Scodellaro, Martina Michielin
- Custode palasport: Giancarlo Tonon

Area tecnica
- Allenatore: Marco Gaspari
- Allenatore in seconda: Diego Flisi
- Scout man: Giorgio Tomasetto
- Assistente allenatore: Roberto Rotari

Area comunicazione
- Ufficio stampa: Simone Fregonese
- Fotografo: Dario Moriella
- Speaker: Luca Barzi
- Responsabile comunicazione: Francesco Piccin
- Responsabile web: Paolo Moret

Area marketing
- Ufficio marketing: Simone Fregonese

Area sanitaria
- Medico: Cesare Mariani
- Preparatore atletico: Davide Grigoletto
- Fisioterapista: Stefano Galifi

## Rosa
| N° | Nome                | Ruolo | Data di nascita  | Nazionalità sportiva |
| -- | ------------------- | ----- | ---------------- | -------------------- |
| 3  | Carli Lloyd         | P     | 6 agosto 1989    | Stati Uniti          |
| 5  | Alexandra Klineman  | S     | 30 dicembre 1989 | Stati Uniti          |
| 5  | Lauren Gibbemeyer   | C     | 8 settembre 1988 | Stati Uniti          |
| 6  | Valentina Fiorin    | S     | 9 ottobre 1984   | Italia               |
| 7  | Carlotta Daminato   | L     | 2 maggio 1993    | Italia               |
| 8  | Berit Kauffeldt     | C     | 8 luglio 1990    | Germania             |
| 9  | Melissa Donà        | S     | 11 aprile 1982   | Italia               |
| 10 | Monica De Gennaro   | L     | 8 gennaio 1987   | Italia               |
| 13 | Raffaella Calloni   | C     | 4 maggio 1983    | Italia               |
| 14 | Emilija Nikolova    | S/O   | 26 dicembre 1991 | Bulgaria             |
| 15 | Marta Bechis        | P     | 4 settembre 1989 | Italia               |
| 16 | Cristina Barcellini | S     | 20 ottobre 1986  | Italia               |
| 17 | Valentina Tirozzi   | S     | 26 marzo 1986    | Italia               |
| 18 | Jenny Barazza       | C     | 24 luglio 1981   | Italia               |

## Mercato
| Acquisti | Acquisti           | Acquisti          | Acquisti   |
| R.       | Nome               | da                | Modalità   |
| -------- | ------------------ | ----------------- | ---------- |
| P        | Marta Bechis       | Chieri Torino     | definitivo |
| L        | Monica De Gennaro  | Robursport Pesaro | definitivo |
| S        | Melissa Donà       | Cuatto Giaveno    | definitivo |
| C        | Lauren Gibbemeyer  | Lokomotiv Baku    | definitivo |
| C        | Berit Kauffeldt    | Cuatto Giaveno    | definitivo |
| S        | Alexandra Klineman | Villa Cortese     | definitivo |
| P        | Carli Lloyd        | Busto Arsizio     | definitivo |
| S        | Valentina Tirozzi  | Robursport Pesaro | definitivo |

| Cessioni | Cessioni             | Cessioni      | Cessioni   |
| R.       | Nome                 | a             | Modalità   |
| -------- | -------------------- | ------------- | ---------- |
| P        | Giulia Agostinetto   | IHF           | definitivo |
| P        | Letizia Camera       | Casalmaggiore | definitivo |
| C        | Alessandra Crozzolin | Giorgione     | definitivo |
| S        | Alexandra Klineman   | -             | svincolata |
| S        | Ilaria Maruotti      | LJ            | definitivo |
| L        | Carla Rossetto       | -             | ritirata   |
| S        | Carlotta Zanotto     | Flero         | definitivo |

## Risultati

### Serie A1

#### Girone di andata
| 1ª giornata - 20 ottobre 2013 PalaVerde, Villorba     | Imoco         | 3 - 1 | IHF                 | 25-9, 22-25, 25-10, 25-12  |
| 2ª giornata - 27 ottobre 2013 Sporting Palace, Novara | AGIL          | 0 - 3 | Imoco               | 17-25, 18-25, 13-25        |
| 4ª giornata - 20 novembre 2013 PalaVerde, Villorba    | Imoco         | 3 - 1 | Robur Tiboni Urbino | 22-25, 26-24, 25-18, 25-18 |
| 5ª giornata - 30 novembre 2013 PalaVerde, Villorba    | Imoco         | 0 - 3 | LJ                  | 23-25, 15-25, 23-25        |
| 6ª giornata - 8 dicembre 2013 PalaRomiti, Forlì       | Forlì         | 0 - 3 | Imoco               | 13-25, 19-25, 22-25        |
| 7ª giornata - 14 dicembre 2013 PalaVerde, Villorba    | Imoco         | 1 - 3 | Bergamo             | 24-26, 19-25, 25-22, 19-25 |
| 8ª giornata - 22 dicembre 2013 PalaBanca, Piacenza    | River         | 3 - 1 | Imoco               | 21-25, 25-15, 25-19, 25-17 |
| 9ª giornata - 26 dicembre 2013 PalaVerde, Villorba    | Imoco         | 3 - 1 | Ornavasso           | 25-21, 20-25, 25-18, 25-18 |
| 10ª giornata - 12 gennaio 2013 PalaFarina, Viadana    | Casalmaggiore | 0 - 3 | Imoco               | 21-25, 26-28, 20-25        |
| 11ª giornata - 19 gennaio 2014 PalaVerde, Villorba    | Imoco         | 3 - 0 | Busto Arsizio       | 26-24, 25-11, 25-22        |

#### Girone di ritorno
| 12ª giornata - 1º febbraio 2014 Palazzetto dello Sport, Frosinone | IHF                 | 0 - 3 | Imoco         | 15-25, 24-26, 7-25                |
| 13ª giornata - 9 febbraio 2014 PalaVerde, Villorba                | Imoco               | 3 - 0 | AGIL          | 25-23, 26-24, 31-29               |
| 15ª giornata - 1º marzo 2014 PalaMondolce, Urbino                 | Robur Tiboni Urbino | 1 - 3 | Imoco         | 25-23, 20-25, 27-29, 20-25        |
| 16ª giornata - 5 marzo 2014 PalaPanini, Modena                    | LJ                  | 1 - 3 | Imoco         | 19-25, 21-25, 28-26, 23-25        |
| 17ª giornata - 9 marzo 2014 PalaVerde, Villorba                   | Imoco               | 3 - 0 | Forlì         | 25-21, 25-10, 25-22               |
| 18ª giornata - 16 marzo 2014 PalaNorda, Bergamo                   | Bergamo             | 2 - 3 | Imoco         | 25-22, 25-17, 16-25, 22-25, 12-15 |
| 19ª giornata - 22 marzo 2014 PalaVerde, Villorba                  | Imoco               | 3 - 2 | River         | 25-21, 17-25, 21-25, 25-19, 15-11 |
| 20ª giornata - 30 marzo 2014 PalAmico, Castelletto sopra Ticino   | Ornavasso           | 3 - 2 | Imoco         | 21-25, 15-25, 25-23, 29-27, 15-10 |
| 21ª giornata - 2 aprile 2014 PalaVerde, Villorba                  | Imoco               | 3 - 0 | Casalmaggiore | 25-17, 27-25, 25-18               |
| 22ª giornata - 5 aprile 2014 PalaYamamay, Busto Arsizio           | Busto Arsizio       | 1 - 3 | Imoco         | 31-33, 25-23, 21-25, 26-28        |

#### Play-off scudetto
| Quarti di finale (gara 1) - 9 aprile 2014 PalaVerde, Villorba   | Imoco         | 3 - 0 | Casalmaggiore | 25-13, 25-12, 29-27               |
| Quarti di finale (gara 2) - 12 aprile 2014 PalaFarina, Viadana  | Casalmaggiore | 0 - 3 | Imoco         | 21-25, 21-25, 21-25               |
| Semifinali (gara 1) - 18 aprile 2014 PalaVerde, Villorba        | Imoco         | 1 - 3 | Busto Arsizio | 25-19, 17-25, 16-25, 15-25        |
| Semifinali (gara 2) - 21 aprile 2014 PalaYamamay, Busto Arsizio | Busto Arsizio | 3 - 2 | Imoco         | 25-20, 16-25, 25-17, 24-26, 18-16 |

### Coppa Italia

#### Fase a eliminazione diretta
| Ottavi di finale (andata) - 10 novembre 2013 Palazzetto dello Sport, Frosinone | IHF           | 1 - 3 | Imoco         | 19-25, 25-18, 12-25, 14-25                   |
| Ottavi di finale (ritorno) - 17 novembre 2013 PalaVerde, Villorba              | Imoco         | 3 - 1 | IHF           | 25-16, 25-17, 13-25, 25-20                   |
| Quarti di finale (andata) - 26 gennaio 2014 PalaYamamay, Busto Arsizio         | Busto Arsizio | 1 - 3 | Imoco         | 21-25, 25-17, 23-25, 16-25                   |
| Quarti di finale (ritorno) - 29 gennaio 2014 PalaVerde, Villorba               | Imoco         | 1 - 3 | Busto Arsizio | 22-25, 20-25, 25-18, 22-25 Golden set: 17-19 |

### Supercoppa italiana

#### Fase a eliminazione diretta
| Finale - 23 novembre 2013 PalaBanca, Piacenza | River | 3 - 0 | Imoco | 25-22, 25-10, 25-10 |

### Champions League

#### Fase a gironi
| 1ª giornata - 23 ottobre 2013 PalaVerde, Villorba                 | Imoco         | 3 - 2 | Galatasaray   | 24-26, 25-20, 25-15, 17-25, 15-13 |
| 2ª giornata - 29 ottobre 2013 PalaYamamay, Busto Arsizio          | Busto Arsizio | 1 - 3 | Imoco         | 13-25, 22-25, 25-22, 17-25        |
| 3ª giornata - 28 novembre 2013 PalaVerde, Villorba                | Imoco         | 3 - 2 | Azəryol       | 23-25, 25-19, 22-25, 25-15, 15-10 |
| 4ª giornata - 3 dicembre 2013 Sports Games Palace, Baku           | Azəryol       | 3 - 1 | Imoco         | 25-23, 30-32, 25-22, 25-23        |
| 5ª giornata - 11 dicembre 2013 PalaVerde, Villorba                | Imoco         | 3 - 0 | Busto Arsizio | 25-20, 25-15, 26-24               |
| 6ª giornata - 17 dicembre 2013 Burhan Felek Spor Salonu, Istanbul | Galatasaray   | 3 - 2 | Imoco         | 24-26, 23-25, 25-19, 25-15, 15-3  |

#### Fase a eliminazione diretta
| Play-off a 12 (andata) - 15 gennaio 2014 PalaVerde, Villorba        | Imoco  | 3 - 0 | Omička | 25-23, 25-18, 25-23                   |
| Play-off a 12 (ritorno) - 23 gennaio 2014 SKK Vladimir Blinov, Omsk | Omička | 3 - 0 | Imoco  | 25-20, 25-19, 29-27 Golden set: 15-10 |

## Statistiche

### Statistiche di squadra
| Competizione        | Punti | In casa | In casa | In casa | In trasferta | In trasferta | In trasferta | Totale | Totale | Totale |
| Competizione        | Punti | G       | V       | P       | G            | V            | P            | G      | V      | P      |
| ------------------- | ----- | ------- | ------- | ------- | ------------ | ------------ | ------------ | ------ | ------ | ------ |
| Serie A1            | 47    | 12      | 9       | 3       | 12           | 9            | 3            | 24     | 18     | 6      |
| Coppa Italia        | -     | 2       | 1       | 1       | 2            | 2            | 0            | 4      | 3      | 1      |
| Supercoppa italiana | -     | -       | -       | -       | -            | -            | -            | 1      | 0      | 1      |
| Champions League    | 11    | 4       | 4       | 0       | 4            | 1            | 3            | 8      | 5      | 3      |
| Totale              | -     | 18      | 14      | 4       | 18           | 12           | 6            | 37     | 26     | 11     |

G = partite giocate; V = partite vinte; P = partite perse

### Statistiche dei giocatori
| Giocatore     | Serie A1 | Serie A1 | Serie A1 | Serie A1 | Serie A1 | Coppa Italia | Coppa Italia | Coppa Italia | Coppa Italia | Coppa Italia | Supercoppa italiana | Supercoppa italiana | Supercoppa italiana | Supercoppa italiana | Supercoppa italiana | Champions League | Champions League | Champions League | Champions League | Champions League | Totale | Totale | Totale | Totale | Totale |
| Giocatore     | P        | PT       | AV       | MV       | BV       | P            | PT           | AV           | MV           | BV           | P                   | PT                  | AV                  | MV                  | BV                  | P                | PT               | AV               | MV               | BV               | P      | PT     | AV     | MV     | BV     |
| ------------- | -------- | -------- | -------- | -------- | -------- | ------------ | ------------ | ------------ | ------------ | ------------ | ------------------- | ------------------- | ------------------- | ------------------- | ------------------- | ---------------- | ---------------- | ---------------- | ---------------- | ---------------- | ------ | ------ | ------ | ------ | ------ |
| J. Barazza    | 23       | 161      | 102      | 50       | 9        | 3            | 36           | 22           | 11           | 3            | 1                   | 2                   | 1                   | 1                   | 0                   | 8                | 64               | 36               | 22               | 6                | 35     | 263    | 161    | 84     | 18     |
| C. Barcellini | 22       | 230      | 189      | 27       | 14       | 4            | 55           | 49           | 4            | 2            | 1                   | 6                   | 5                   | 1                   | 0                   | 7                | 45               | 39               | 3                | 3                | 34     | 336    | 282    | 35     | 19     |
| M. Bechis     | 13       | 15       | 6        | 6        | 3        | 3            | 3            | 1            | 2            | 0            | 1                   | 0                   | 0                   | 0                   | 0                   | 5                | 0                | 0                | 0                | 0                | 22     | 18     | 7      | 8      | 3      |
| R. Calloni    | 3        | 33       | 21       | 10       | 2        | 1            | 10           | 7            | 3            | 0            | 1                   | 7                   | 4                   | 2                   | 1                   | 2                | 28               | 21               | 7                | 0                | 7      | 78     | 53     | 22     | 3      |
| C. Daminato   | 8        | -        | -        | -        | -        | 4            | -            | -            | -            | -            | 0                   | -                   | -                   | -                   | -                   | 4                | 2                | 2                | -                | -                | 16     | 2      | 2      | -      | -      |
| M. De Gennaro | 23       | -        | -        | -        | -        | 4            | -            | -            | -            | -            | 1                   | 1                   | -                   | 1                   | -                   | 8                | 1                | 1                | -                | -                | 36     | 2      | 1      | 1      | -      |
| M. Donà       | 21       | 29       | 22       | 0        | 7        | 4            | 4            | 2            | 1            | 1            | 1                   | 1                   | 1                   | 0                   | 0                   | 8                | 4                | 3                | 0                | 1                | 34     | 38     | 28     | 1      | 9      |
| V. Fiorin     | 22       | 326      | 271      | 45       | 10       | 4            | 40           | 33           | 5            | 2            | 1                   | 2                   | 2                   | 0                   | 0                   | 8                | 112              | 99               | 9                | 4                | 35     | 480    | 405    | 59     | 16     |
| L. Gibbemeyer | 13       | 131      | 94       | 34       | 3        | -            | -            | -            | -            | -            | -                   | -                   | -                   | -                   | -                   | -                | -                | -                | -                | -                | 13     | 131    | 94     | 34     | 3      |
| B. Kauffeldt  | 12       | 74       | 45       | 29       | 0        | 4            | 30           | 20           | 10           | 0            | 1                   | 2                   | 1                   | 0                   | 1                   | 6                | 62               | 34               | 18               | 10               | 23     | 168    | 100    | 57     | 11     |
| A. Klineman   | -        | -        | -        | -        | -        | -            | -            | -            | -            | -            | -                   | -                   | -                   | -                   | -                   | -                | -                | -                | -                | -                | -      | -      | -      | -      | -      |
| C. Lloyd      | 21       | 71       | 29       | 30       | 12       | 4            | 15           | 7            | 6            | 2            | 1                   | 0                   | 0                   | 0                   | 0                   | 8                | 29               | 10               | 15               | 4                | 34     | 115    | 46     | 51     | 18     |
| E. Nikolova   | 21       | 317      | 285      | 18       | 14       | 4            | 73           | 62           | 5            | 6            | 1                   | 14                  | 14                  | 0                   | 0                   | 7                | 137              | 111              | 16               | 10               | 33     | 541    | 472    | 39     | 30     |
| V. Tirozzi    | 16       | 139      | 115      | 8        | 16       | 4            | 22           | 16           | 4            | 2            | 1                   | 2                   | 2                   | 0                   | 0                   | 6                | 61               | 50               | 9                | 2                | 27     | 224    | 183    | 21     | 20     |

P = presenze; PT = punti totali; AV = attacchi vincenti; MV = muri vincenti; BV = battute vincenti